# Hans von Raumer (Politiker, 1870)

Hans von Raumer, 1919

Hans Friedrich Wilhelm Ernst von Raumer (* 10. Januar 1870 in Dessau; † 3. November 1965 in Berlin) war ein deutscher Jurist, Industrieller und Politiker (DVP).

## Leben und Beruf
Hans von Raumer, Sohn des preußischen Majors Friedrich Wilhelm von Raumer (1831–1911) und der Marie von Studnitz (1843–1928), Tochter des preußischen Majors Hans Nikolaus Bernhard Benjamin von Studnitz, durchlief nach dem Volksschulabschluss und dem Besuch der Gymnasien in Hirschberg und Görlitz ab 1890 die Ritterakademie in Liegnitz, die er mit dem Abitur abschloss. Anschließend studierte er Rechts- und Staatswissenschaften an den Universitäten Lausanne, Leipzig und Berlin und machte 1893 das erste juristische Staatsexamen. Nach der Promotion zum Dr. jur. trat er in den preußischen Verwaltungsdienst ein und war als Gerichtsreferendar in Schlesien tätig. Hier bestand er 1899 das zweite juristische Staatsexamen und wurde danach als Regierungsassessor übernommen.
Nach seinem Ausscheiden aus dem Staatsdienst im Jahr 1911 war Raumer Leiter der Hannoverschen Kolonisations- und Moorverwertungsgesellschaft mit Sitz in Osnabrück. Daneben betätigte er sich in der Energieversorgungswirtschaft, war seit 1912 Leiter der Niedersächsische Kraftwerke AG und wurde 1915 Direktor des Bundes der Elektrizitätsversorgungs-Unternehmungen Deutschlands. Darüber hinaus fungierte er von 1916 bis 1918 unter Siegfried von Roedern als Kriegsreferent im Reichsschatzamt.

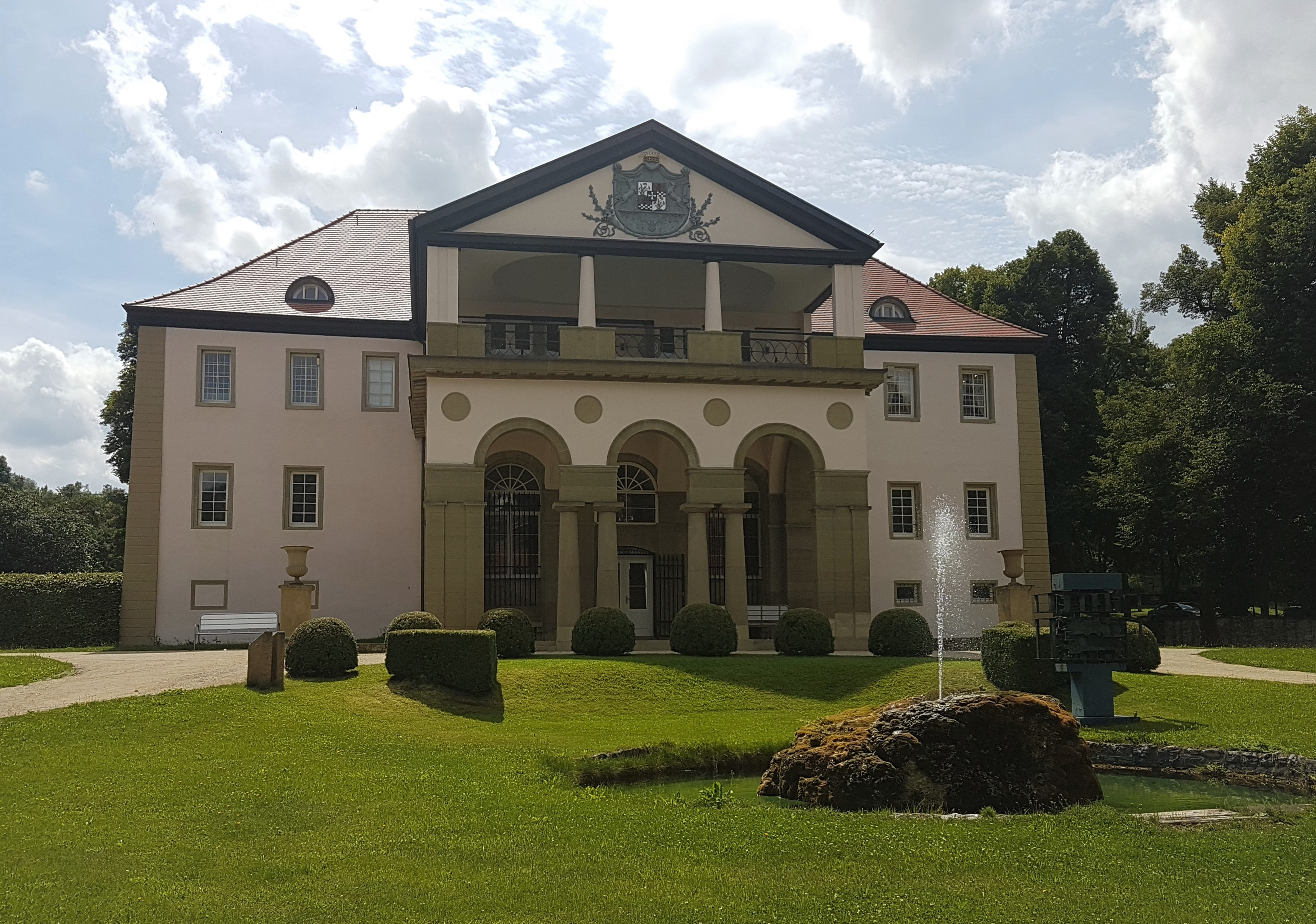
Schloss Dätzingen

Raumer zählte im März 1918 zu den Gründern des Zentralverbandes der Deutschen Elektrotechnischen Industrie (ZVEI) in Berlin, dessen geschäftsführendem Vorstand er bis 1933 angehörte. Außerdem war er Mitglied des Reichsverbandes der Deutschen Industrie sowie Mitbegründer und Mitglied des Zentralvorstandes der Zentralarbeitsgemeinschaft der industriellen und gewerblichen Arbeitgeber und Arbeitnehmer Deutschlands (ZAG). Raumer war Mitglied der Internationalen Handelskammer zu Paris und bis 1938 Präsident der Deutsch-Rumänischen Handelskammer. Der ZVEI ernannte ihn zu seinem Ehrenmitglied. Später war er Aufsichtsratsmitglied zahlreicher Berliner Unternehmen.
Nach der Machtübernahme des NS-Regimes legte er seine Ämter nieder und zog sich nach 1943 auf Schloss Dätzingen, heute Gemeinde Grafenau bei Böblingen zurück, das damals seiner Schwägerin Adrienne von Bülow gehörte. Im Jahr 1962 kehrte er nach West-Berlin zurück, wo er am 3. November 1965 im Alter von 95 Jahren starb. Seine letzte Ruhestätte fand er auf dem Adelsfriedhof von Schloss Dätzingen.
Hans von Raumer, Nachkomme aus der alten bayerischen und ab dem 17. Jahrhundert sächsischen Adelsfamilie von Raumer, war seit 1905 mit Stephanie Gans Edle Herrin zu Putlitz (1882–1949), Tochter des Staatswissenschaftlers Stefan Eduard Gustav Adolf Gans Edler Herr zu Putlitz und Enkelin des Karlsruher Theaterdirektors Gustav Heinrich Gans Edler Herr zu Putlitz, verheiratet. Die beiden hatten einen Sohn und zwei Töchter.

## Politische und öffentliche Ämter
Raumer, der bereits von 1905 bis 1911 Landrat des Kreises Wittlage war, trat nach der Novemberrevolution 1918 in die DVP ein, die er später im Jahr 1932 wieder verließ. Bei der Reichstagswahl im Juni 1920 wurde er in den Deutschen Reichstag gewählt, dem er bis September 1930 angehörte.
Vom 25. Juni 1920 bis zum 4. Mai 1921 amtierte er als Reichsschatzminister in der von Reichskanzler Constantin Fehrenbach geleiteten Regierung. 1922 war er Sachverständiger bei der Konferenz von Genua. Als solcher beteiligte er sich im Hintergrund an der Ausarbeitung des Rapallo-Vertrages. Am 13. August 1923 wurde Raumer als Reichswirtschaftsminister in die von Reichskanzler Gustav Stresemann geführte Regierung berufen. Während seiner Amtszeit engagierte er sich unter anderem für die deutsch-sowjetischen Wirtschaftsbeziehungen sowie für die wirtschaftliche Zusammenarbeit mit Frankreich. Aufgrund von Differenzen mit Stresemann trat er am 3. Oktober 1923 von seinem Amt zurück.

## Ehrungen
- Für seine Verdienste wurde Raumer mit dem Großen Bundesverdienstkreuz mit Stern und Schulterband geehrt sowie zum Ehrenbürger der Technischen Hochschule Karlsruhe (1958) und zum Ehrenritter des Johanniterordens ernannt.